# Bouvardia viticella
Bouvardia viticella là một loài thực vật có hoa trong họ Thiến thảo. Loài này được Lorea-Hern. & Lozada-Pérez mô tả khoa học đầu tiên năm 2006.